# Гальмівний шлях
Гальмівний шлях (альтернативна форма: гальмовий шлях) (рос. тормозной путь; англ. braking distance; нім. Bremsweg) — відстань, що проходить транспортний засіб під час екстреного гальмування з початку здійснення впливу на механізм керування гальмівною системою (педаль, рукоятку) до місця його зупинки.
Гальмівний шлях залежить від ефективності гальмівних пристроїв, тривалості спрацювання привода гальм, швидкості руху, сили зчеплення коліс з опорною поверхнею (дорога, рейки тощо). Гальмівний шлях локомотивного складу на максимальному похилі при перевезенні вантажів не повинен перевищувати 40 м, а при перевезенні людей – 20 м.

## Закон Ньютона і рівняння руху
Із другого закону Ньютона:
{\displaystyle F=ma}
Для рівної поверхні, сила тертя розраховується із коефіцієнту тертя {\displaystyle \mu } наступним чином:
{\displaystyle F_{frict}=-\mu mg}
Ці два рівняння разом дають розрахунок уповільнення:
{\displaystyle a=-\mu g}
Для {\displaystyle d_{f}(d_{i},v_{i},v_{f})} формула рівняння руху при постійному прискоренні є:
{\displaystyle d_{f}=d_{i}+{\frac {v_{f}^{2}-v_{i}^{2}}{2a}}}
Задавши {\displaystyle d_{i},v_{f}=0} і далі підставивши {\displaystyle a} в рівняння, отримаємо формулу для гальмівної відстані:
{\displaystyle d_{f}={\frac {-v_{i}^{2}}{2a}}={\frac {v_{i}^{2}}{2\mu g}}}

## Вживання терміна «гальмівний/гальмовий шлях» в українській та у інших мовах
В нормативних документах, технічній літературі та у численних публікаціях трапляються суперечливі випадки вживання термінів «гальмівний» та «гальмовий», «гальмівна» та «гальмова». Термін «гальмівний шлях» є стандартизованим терміном в ДСТУ 2886-94.
Разом із тим, у багатьох публікаціях можна зустріти альтернативну форму цього терміна як «гальмовий шлях»